# Piazza Duomo (Padova)
(Angelo Portenari, Della Felicità di Padova, 1623)
Piazza Duomo è una delle numerose piazze che caratterizzano il centro storico di Padova. Ha antichissime origini ma deve la sua attuale conformazione al XX secolo. Gran parte dello spazio è occupato dal sagrato della cattedrale da cui la piazza trae il nome. Il gioiello della piazza è il battistero romanico che conserva uno straordinario ciclo di affreschi di Giusto de Menabuoi. Piazza Duomo è poco distante da piazza dei Signori. 

## Storia

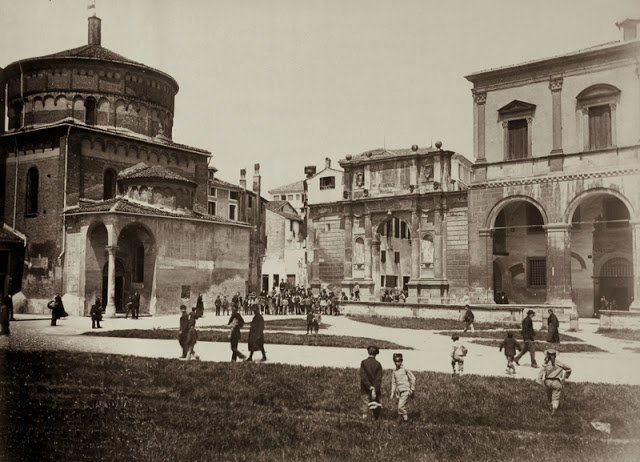
Piazza Duomo alla fine dell'800 con l'erba

In età romana la piazza costituiva l'umbelicus urbis ovvero il punto di incrocio tra il cardine costituito dalla stra' maggiore (ora via Dante e via Barbarigo) e il decumano (le attuali vie San Francesco e dei Tadi). Non è da escludersi un agglomerato urbano in quest'area anche in età Paleoveneta. La presenza della cattedrale cittadina in questo luogo sin dal IV e V secolo è stata recentemente confermata da scavi archeologici che hanno interessato l'area del battistero. In età altomedievale divenne sede di un mercato del bestiame e accanto alla cattedrale i vescovi fecero costruire un castello, primo nucleo dell'attuale episcopio. La cattedrale venne più volte ricostruita, soprattutto dopo il terremoto del 1117. Nel XIII secolo la piazza venne nobilitata da palazzi signorili tra cui quello degli Scrovegni. Si insediò accanto alla cattedrale la confraternita di San Sebastiano, che eresse la sua scuola.

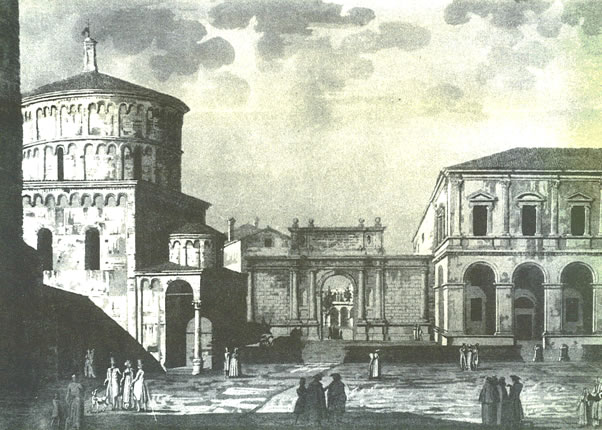
La piazza nell'800

Durante la signoria dei Carraresi verso la piazza si aprì la porta principale della reggia. Fu Francesco Novello da Carrara a donare nel 1401 l'ampia porzione di sagrato alla cattedrale, mettendo fine al secolare commercio di bestiame che si perpetuava nella zona, provocando il dissenso dei cittadini e del capitolo dei canonici. A ricordo della donazione venne eretta una colonna crociata. Nel 1531, il Monte dei Pegni acquistò un loggiato (già parte del Palazzo Scrovegni) situato sul lato nord della piazza e ne affidò la ristrutturazione all'architetto Falconetto; l'edificio divenne il Monte di Pietà Nuovo. Nel Cinquecento si principiò pure la ricostruzione del Duomo per volere del vescovo Francesco Pisani. I lavori si protrassero sino al 1754 lasciando incompiuta la facciata. Nell'Ottocento si demolì la Scuola di San Sebastiano che insisteva ancora sul sagrato e all'inizio del secolo seguente si distrusse la cortina di case medievali sul lato meridionale per permettere l'apertura dell'attuale via Domenico Vandelli attraverso l'area già occupata dai preziosi giardini all'italiana dell'episcopio.

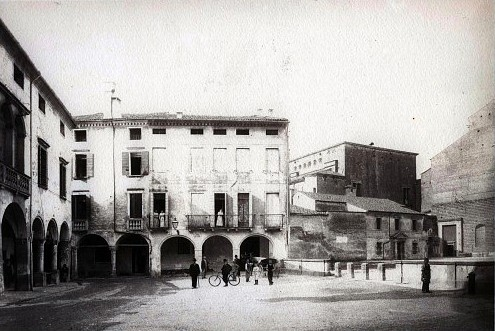
Piazza Duomo prima dell'apertura di Via Domenico Vandelli

La prima pavimentazione a lastricato della piazza risale al 1904. Precedentemente, come testimoniano alcune antiche fotografie, la piazza era caratterizzata da un verde prato attraversato da semplici viottoli in trachite euganea e ciottoli.

## Descrizione
Lo spazio è occupato in gran parte dal grande sagrato antistante gli edifici religiosi, che si compone di due parti: una rettangolare di 400 m² leggermente rialzata e pavimentata in marmo rosso e bianco, posta di fronte agli ingressi della cattedrale e di recente fattura, e una a pianta irregolare di circa 1.500 m² lastricata in trachite, delimitata ad est dalla zona pavimentata a marmo e dal battistero, a sud dal Palazzo vescovile, ad ovest e a nord da un muretto di circa 1 metro di altezza che demarca la fine dell'area religiosa. All'esterno del muretto, la carreggiata stradale si biforca all'altezza della croce che ricorda la donazione di Francesco Novello da Carrara. Il resto della piazza è pedonale e spesso occupata dai tavoli dei locali che vi si affacciano.
La piazza è animata nei pomeriggi dai ragazzini che approfittano della sicurezza del sagrato per giocare a pallone.

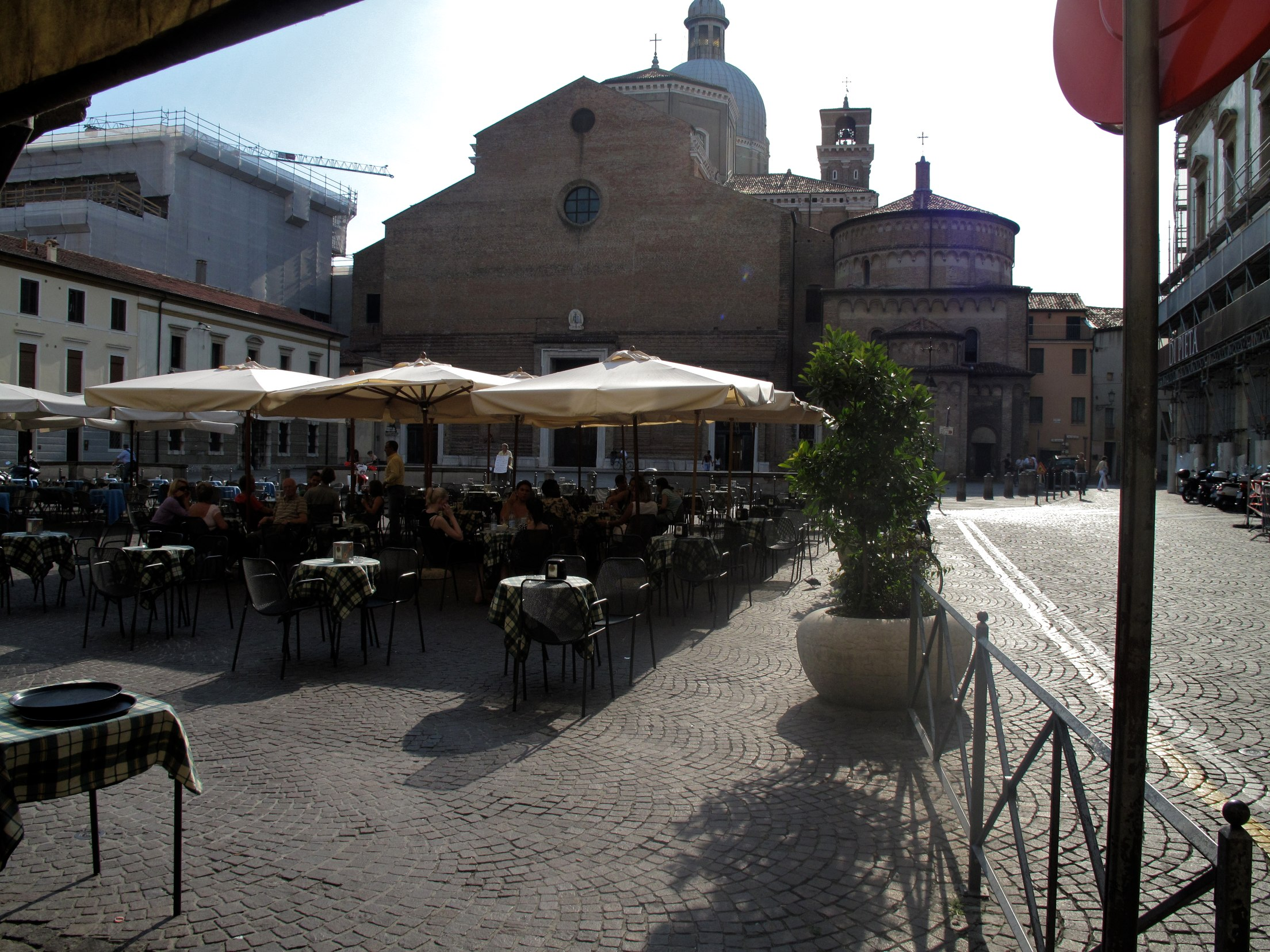
La piazza verso ponente

- A ponente spicca la facciata incompleta del Duomo, affiancato dal battistero romanico, elemento di spicco della piazza.
- A meridione domina l'imponente massa dell'episcopio, residenza del vescovo di Padova e sede del Museo diocesano. L'angolo che dà su via Domenico Vandelli era un tempo occupato da abitazioni medievali demolite all'inizio del XIX secolo e dalla Scuola di San Sebastiano, demolita già nell'Ottocento. Quest'ultima si collegava all'edificio medievale della cancelleria episcopale, che deve l'attuale aspetto ai lavori attuati nella seconda metà del Settecento su progetto di Domenico Cerato.
- A settentrione domina il Palazzo del Monte di Pietà Nuovo affiancato dall'Arco Valaresso, costruito nel Seicento da Giovan Battista della Scala in memoria di Alvise Valaresso, capitano e provveditore di sanità nel periodo in cui Padova fu colpita dalla peste del 1630.

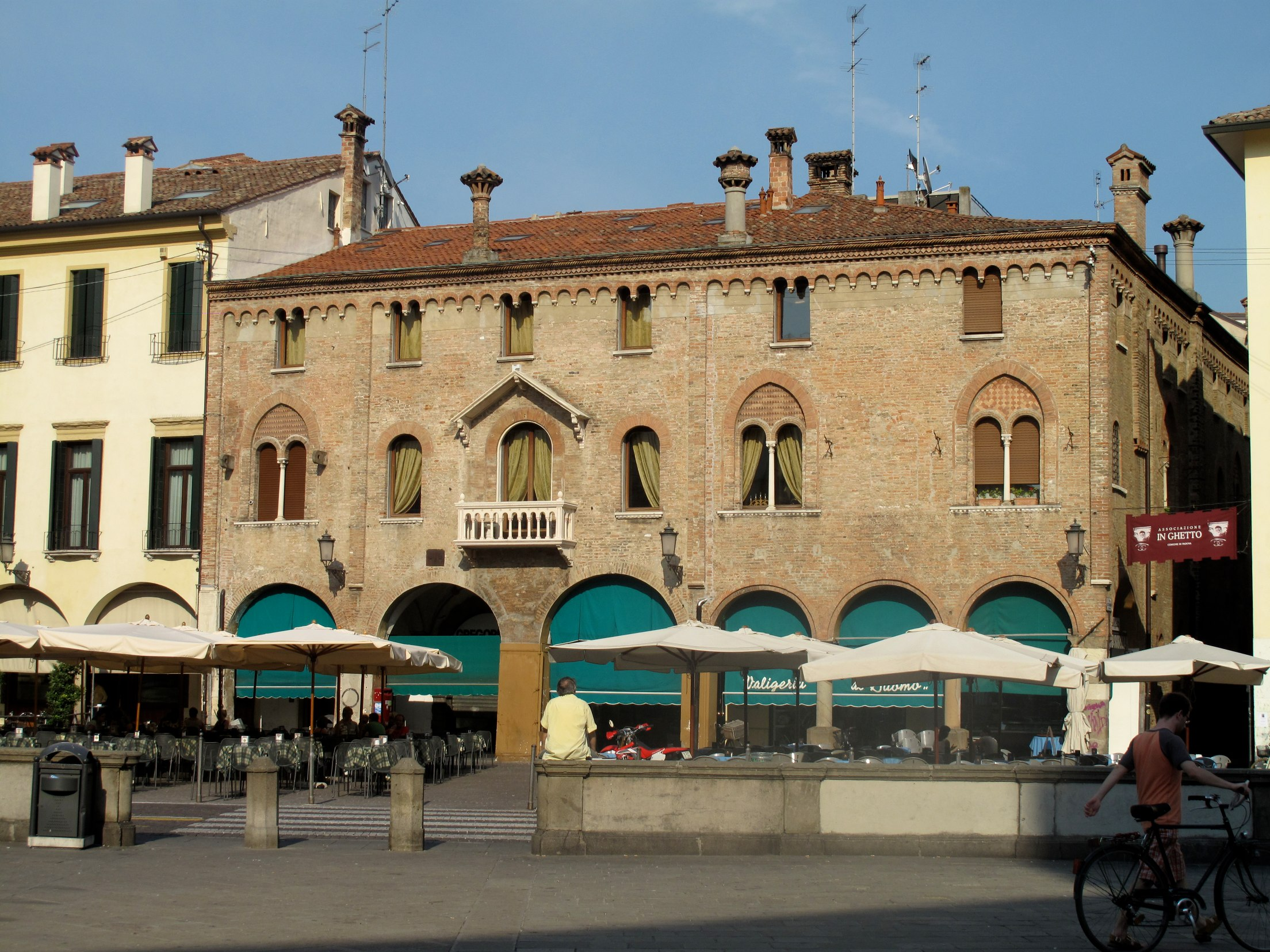
Palazzo Bonafari

- A levante una teoria di edifici porticati di età medievale ospitano le attività commerciali, tra cui alcuni caffè, malamente interrotti da costruzioni degli anni '70 che si dilungano da Via Soncin verso via Domenico Vandelli. Spicca nel mezzo il Palazzo Bonafari, costruzione duecentesca ampliata nel secolo seguente: appartenne a Jacobello da Milano e per alcuni anni fu la residenza dei coniugi Sibilla de Cetto, padovana, e Baldo de' Bonafarii, membro di una ricca famiglia originaria di Piombino Dese fondatori dell'Ospedale di San Francesco Grande. Il palazzo prosegue lungo Via Soncin mentre sul cortile interno si aprono tre logge sovrapposte non visibili. La casa venne restaurata filologicamente nel 1920 a cura del professor Andrea Moschetti[4] che aggiunse il romantico balconcino eliminando ogni aspetto barocco assunto dalla costruzione nel Seicento. [1]